# Dollaro di Saint Lucia
Il dollaro è stato dal 1920 la valuta di Saint Lucia. Attualmente circola il dollaro dei Caraibi orientali.

## Storia
Dal 1851 circolò a Saint Lucia la sterlina britannica, in sostituzione del livre di Saint Lucia. Dopo il 1882 cominciarono ad essere emesse sull'isola banconote private denominate in dollari. Dal 1920 alcune di queste banconote riportarono anche il valore in sterline, al cambio di 1 dollaro = 4 shillings e 2 pence. Durante questo periodo non vennero emesse frazioni del dollaro e continuarono a circolare le monete inglesi. Anche il governo di Saint Lucia emise nel 1920 carta moneta denominata in sterline.
Nel 1935 fu introdotto il dollaro delle Indie occidentali britanniche, dello stesso valore del dollaro di Saint Lucia e degli altri dollari che circolavano nelle Indie occidentali britanniche. Le banche private continuarono ad emettere banconote fino al 1940. Il dollaro delle Indie occidentali britanniche fu sostituito nel 1965 dal dollaro dei Caraibi orientali.

## Banconote
La "Royal Bank of Canada" introdusse banconote da 5 dollari nel 1920. La "Colonial Bank" emise biglietti da 5 dollari fino al 1926, dopo di che la "Barclays Bank" (che nel frattempo aveva assorbito la "Colonial Bank") iniziò ad emettere biglietti da 5 dollari e continuò fino al 1940.